# Паткуль, Рейнгольд Людвиг
Рейнгольд Людвиг (Григорий Карлович) фон Паткуль (нем. von Patkull; 3 мая 1730 — 15 сентября 1801) — русский военачальник, генерал-майор (24.11.1780), герой войны с Барской конфедерацией. Первый кавалер ордена Святого Георгия 4-й степени.

## Биография
Отец его, Карл Густав фон Паткуль (5 мая 1686 — 26 марта 1750), родной племянник сподвижника императора Петра Великого Иоганна Рейнгольда Паткуля, будучи ротмистром шведской службы, был взят в плен под Полтавой и сослан в Тобольск, где и оставался до 1722 года, вступив там в брак, в 1712 году, с Иоанной Шарлоттой фон Дрентельн. Вернувшись из Сибири, Карл Паткуль поступил в русскую армию майором, затем был гвардии ротмистром (1733) и, наконец, полковником, а по выходе в отставку — Лифляндским ландратом. Рейнгольд Людвиг — младший из его сыновей.

#### Военная служба
В 1755 году Рейнгольд Людвиг Паткуль был принят из ротмистров саксонской службы поручиком в Кирасирский Государя Великого Князя Петра Фёдоровича полк. С этим полком Паткуль принимал участие в Семилетней войне: был в битвах под Дрезденом, Гросс-Егерсдорфом, Пальцигом, Кунерсдорфом и др. В 1760 году получил чин ротмистра, в 1767 году — секунд-майора.

#### Орден № 1
Во время войны с Барской конфедерацией 1768—1772 гг. Паткуль был секунд-майором Каргопольского карабинерного полка. За отличие в бою у местечка До́бра он получил 3 февраля 1770 года орден Святого Георгия 4-го класса под № 1
При расбитии 12 января 1770 года при м. Добре польских мятежников весьма людной партии отличился храбростию против протчих

За отличие в этом бою был также произведён в премьер-майоры. В том же году был ранен пулей навылет и 23 июня 1770 года получил чин подполковника с переводом в Тобольский карабинерный полк. Далее он был с полком под Краковом, 
где с особливым деташементом удерживал мятежников.
При штурме Краковского замка вторично получил рану в левое плечо навылет. Далее принимал участие в русско-турецкой войне 1768—1774 годов. Находясь под начальством генерал-поручика Штофельна, был в сражении под Хотином. 17 марта 1774 году был произведён в полковники и назначен командиром Рязанского кирасирского полка с присвоением ему почётного чина вице-полковника. 1 января 1779 года получил чин бригадира и звание вице-полковника Кирасирского Наследника Цесаревича полка. 24 ноября 1780 года (в день тезоименитства императрицы Екатерины II) Паткуль был произведён в генерал-майоры.
В 1783 году его адъютантом стал подпоручик М. Б. Барклай-де-Толли.

#### Личная жизнь
Выйдя после 1784 года в отставку, Паткуль поселился в своем имении Оберпален в Лифляндии, где и скончался 15 сентября 1801 года.
Сын его — Владимир Григорьевич — за отличие в Смоленском сражении во время Отечественной войны 1812 года также стал кавалером ордена Святого Георгия 4-й степени и впоследствии дослужился до чина генерала от инфантерии.